# David Gill
David Gill (født 5. august 1957 i Reading i England) var administrerende direktør i den engelske Premier League-klub Manchester United, vicechef i det tidligere G14 og medlem i FAs styre. 
Han kom til Manchester United i 1997 som finansdirektør og blev senere administrerende direktør. 2. juli 2006 blev Gill medlem i styret i FA. Han erstattede Arsenals David Dein.